# CBMIホールディングス
株式会社CBMIホールディングス（しーびーえむあいホールディングス）は、衛星データ等を活用した各種情報提供システム販売を行う東京都中央区の持ち株会社。

## 沿革
- 1999年（平成11年）8月 - 木材事業を営むことを目的に、株式会社CTIサイエンスシステム（現・東京建設コンサルタント）の100％子会社（有限会社ユー・エス・シー）として設立。
- 2008年（平成20年）4月 - 本店を東京都中央区に移転し、商号を株式会社CBMIへ変更し、現在の事業を開始（資本金2,000万円）。
- 2010年（平成22年）11月4日 - グリーンシート銘柄指定、株式公開。
- 2012年（平成24年）6月12日 - 新たな公認会計士を選任しないこととしたため、グリーンシート銘柄指定取り消し。
- 2014年（平成26年）7月 - 株式会社CBMIホールディングスへ商号変更。